# Dwór barokowy w Długopolu Górnym
Dwór barokowy w Długopolu Górnym – zabytkowy dwór wzniesiony w 1784 roku, przebudowany w XIX wieku.

## Położenie
Dwór leży w centrum w Długopola Górnego – wsi w Polsce, w województwie dolnośląskim, w powiecie kłodzkim, w gminie Międzylesie.

## Historia
Dwór został wzniesiony w 1784 roku, w XIX wieku został przebudowany. Decyzją wojewódzkiego konserwatora zabytków z dnia 22 grudnia 1971 roku budynek został wpisany do rejestru zabytków.
Obecnie w budynku znajdują się mieszkania komunalne.

## Architektura
Późnobarokowy dwór to budowla wzniesiona z kamienia i cegły, na planie prostokąta, nakryta dwuspadowym dachem naczółkowym z wolimi oczami.
Okna mają kamienne obramowania, na parterze zachowały się barokowe kraty koszowe. Elewacje piętra są podzielone lizenami. Do wnętrza prowadzą dwa portale. Na osi budynku znajduje się sień przelotowa z klatką schodową. W części pomieszczeń parteru zachowały się sklepienia.

Obok dworu znajdują się duże zabudowania gospodarcze i pozostałości dawnego ogrodu.

## Galeria

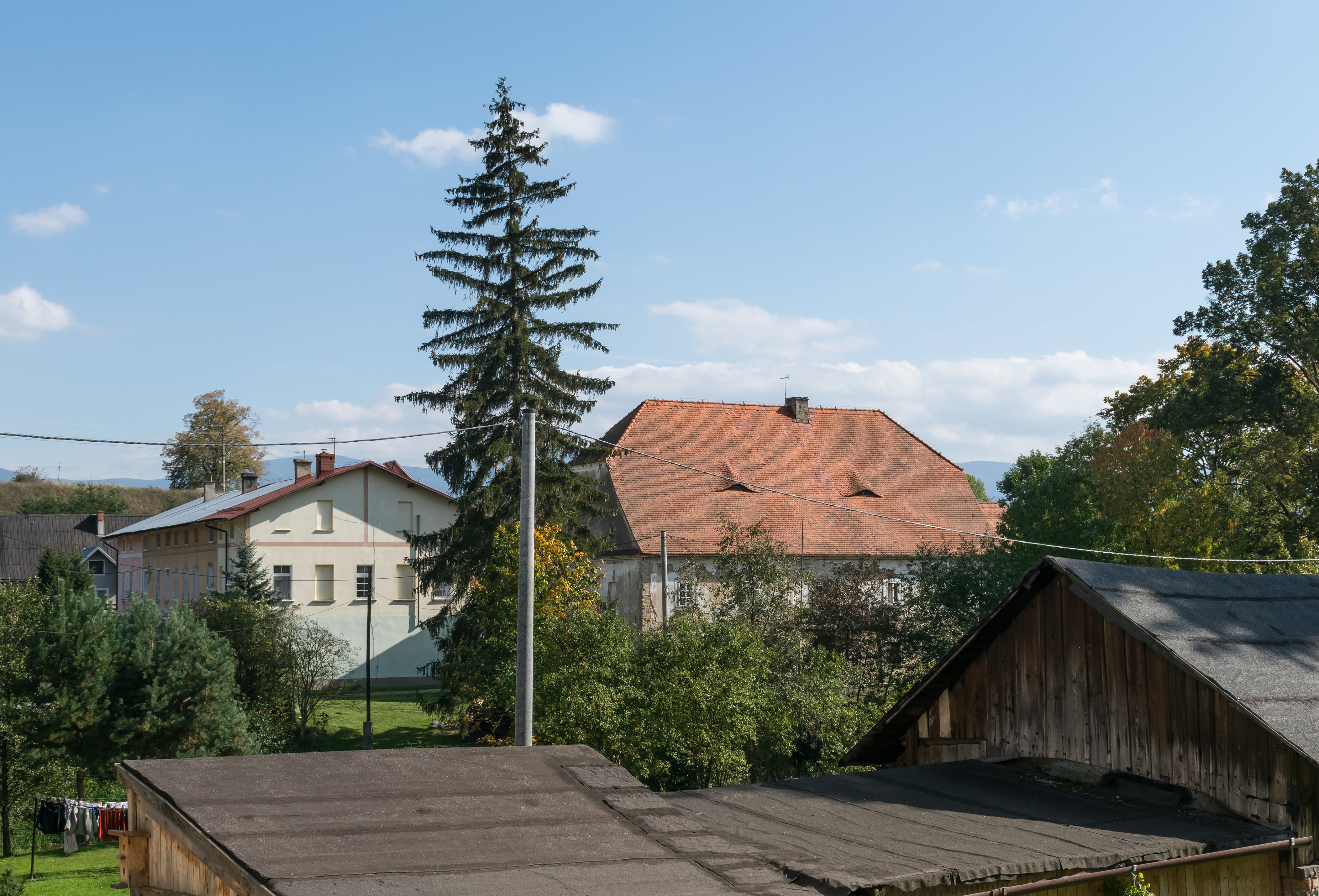
Widok od północnego zachodu
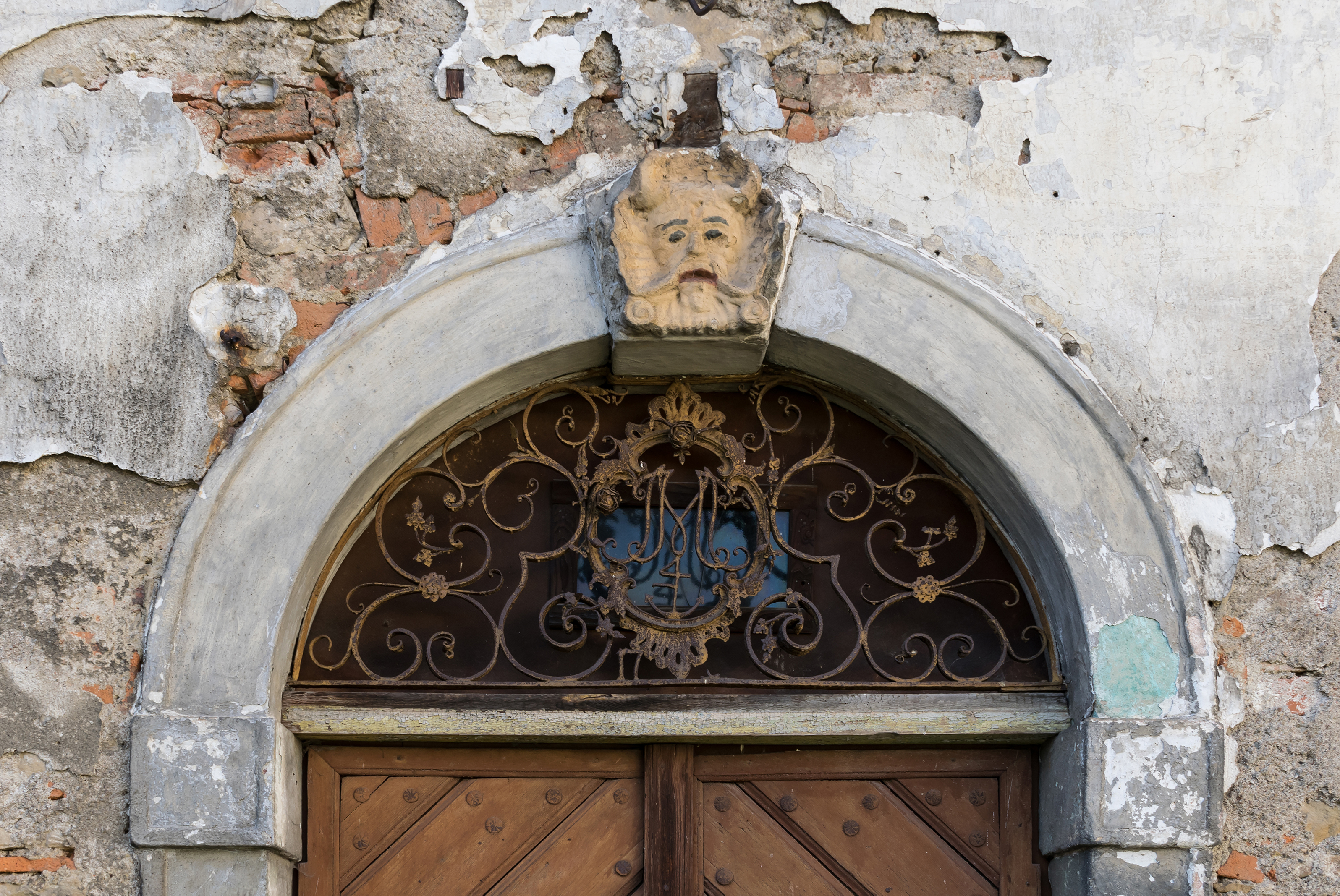
Krata w portalu
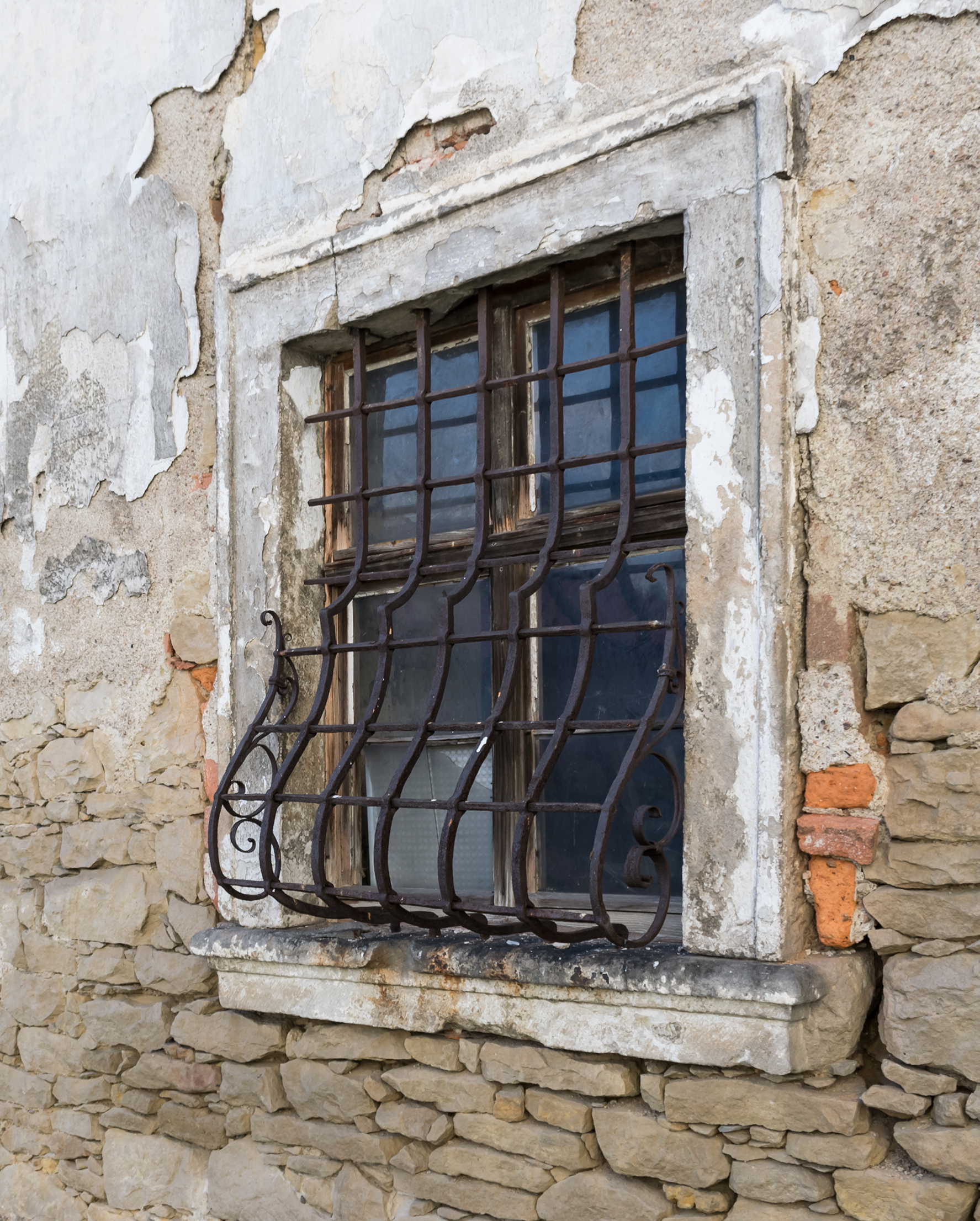
Okno na parterze